# جزر سينغيه

جزر سينغيه ضمن مقاطعة سولاوسي الشمالية

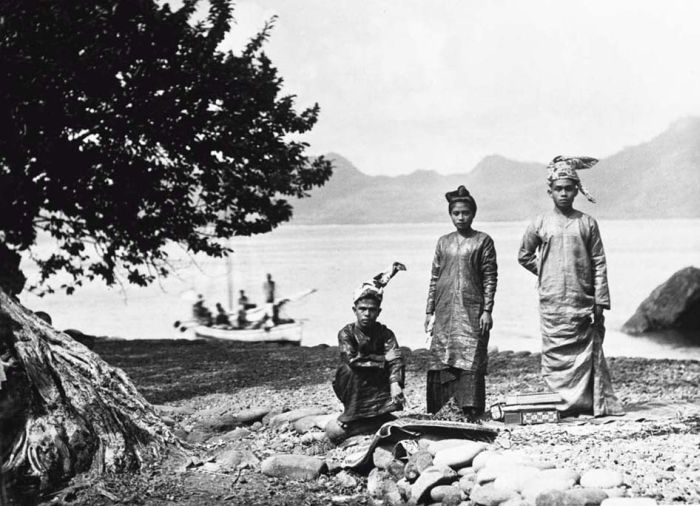
سكان جزر سينغيه يرتدون الملابس التقليدية، الصورة التقطت عام 1905

جزر سينغيه (بالاندونيسية: Kepulauan Sangihe) هي مجموعة من الجزر تشكل اثنين من الأقاليم الشمالية ضمن مقاطعة سولاوسي الشمالية في إندونيسيا، هي إقليم جزر سينغيه وإقليم جزر سيتارو. تقع شمال شرق سولاوسي بين بحر سيليبس وبحر الملوك، في منتصف المسافة تقريباً بين سولاوسي ومندناو في الفلبين؛ وتشكل جزر سينغيه الحد الشرقي لبحر سيليبس. تبلغ المساحة الكلية للجزر 813 كيلومتراً مربعاً، أكثرها جزر بركانية نشطة وتربتها خصبة.
من أهم الجزر ضمن الأرخبيل:
- جزيرة سانغر
- جزيرة سياو
- جزيرة تاغولاندانغ
- جزيرة بيارو

هي أكبر جزيرة سانغر وتحتوي على بركان نشط، وجبل آوو (1829 متر). تمثل مدينة تاهونا هي المدينة والميناء الرئيسي، إضافة إلى وجود مطار ناها في المدينة.
تعرضت الجزر للسيطرة الهولندية في عام 1677 ، وأصبحت جزءً من إندونيسيا عندما أعلنت استقلالها عن هولندا في عام 1945.
يتحدث سكان الجزر اللغة السانغرية؛ إضافة إلى اللغة الأسترونيزية في بعض الجزر في الفلبين والطرف الشمالي من جزيرة سولاوسي.
صفيحة سينغيه التكتونية تقع عند قوس الجزيرة وهي نشطة جداً.
مجموع سكان الجزر حوالي 250,000 نسمة.